# Pycnogonida
Classe
Ordres de rang inférieur
- † Nectopantopoda
- † Palaeoisopoda
- † Palaeopantopoda
- Pantopoda

Synonymes
- Arachnopoda Dana, 1853

Les pycnogonides (Pycnogonida) sont une classe d'arthropodes chélicérés, apparentés aux arachnides mais plus primitifs et vivant exclusivement en milieu marin.

## Étymologie
Le mot pycnogonides vient du grec ancien πυκνός / puknos, « épais », γόνυ / gony, (« genou »), avec le suffixe -ide, « à l'aspect de », littéralement « en forme de genoux épais », en référence à la forme des pattes de cet arthropode.

## Description

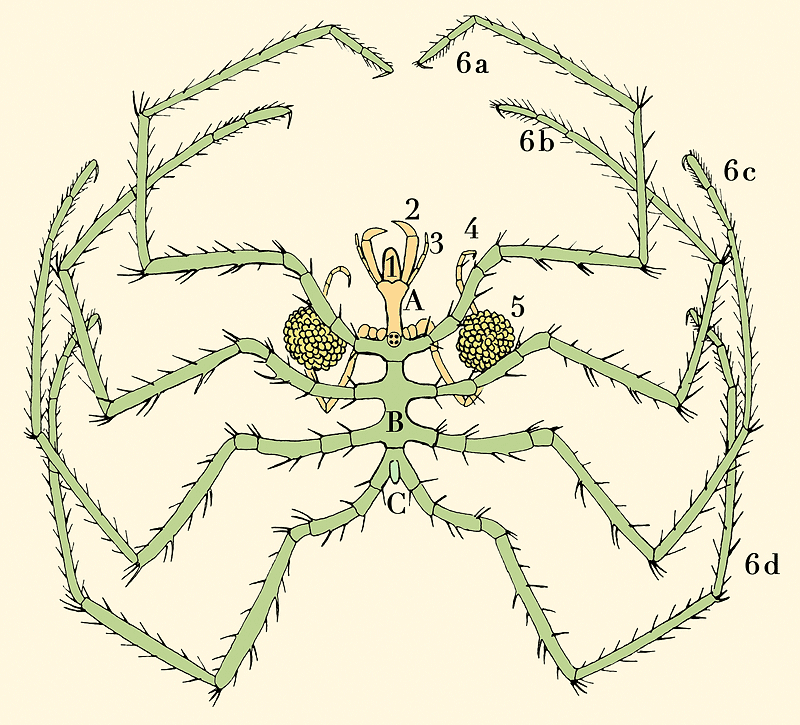
Anatomie d'un Pycnogonida: A : tête
B : thorax
C : abdomen
1 : proboscis
2 : chélicères (pinces céphaliques)
3 : pédipalpes
4 : ovigères
5 : œufs
6a–6d : quatre paires de pattes.

Ce sont de petits animaux (de taille souvent inférieure au centimètre) à corps plat, segmenté, dotés de quatre paires de pattes. Ils sont munis d'une trompe parfois complétée par une paire de chélicères. Ils possèdent également une paire de pédipalpes. Ils vivent près du littoral, généralement sur des bryozoaires, des hydraires ou des algues rouges.
L'un des caractères dérivés propres aux pycnogonides est la réduction systématique, voire la disparition, de l'opisthosome (partie la plus postérieure du corps d'un arachnide, correspondant à l'« abdomen » chez les araignées).
À cause de la petite taille, certains organes (appareils digestif ou reproducteur par exemple) se prolongent parfois dans leurs pattes. Une paire de pattes (les ovigères) sert chez le mâle à transporter les œufs jusqu'à l'éclosion. 
Tous les pycnogonides actuels appartiennent à l'ordre des Pantopoda.

## Alimentation
La plupart des pycnogonides sont carnivores et mangent des éponges, des coraux, des anémones, des hydroïdes ou des bryozoaires, aspirant les tissus avec leur trompe ou arrachant des petits morceaux avec leurs pinces chélicères.

## Liste des ordres
Selon PycnoBase et World Register of Marine Species (7 mars 2016) :
- Pantopoda Gerstaecker, 1863
  - sous-ordre des Eupantopodida Fry, 1978
    - super-famille des Ascorhynchoidea Pocock, 1904
      - famille des Ammotheidae Dohrn, 1881
      - famille des Ascorhynchidae Hoek, 1881

    - super-famille des Colossendeidoidea Hoek, 1881
      - famille des Colossendeidae Jarzynsky, 1870

    - super-famille des Nymphonoidea Pocock, 1904
      - famille des Callipallenidae Hilton, 1942
      - famille des Nymphonidae Wilson, 1878
      - famille des Pallenopsidae Fry, 1978

    - super-famille des Phoxichilidoidea Sars, 1891
      - famille des Endeidae Norman, 1908
      - famille des Phoxichilidiidae Sars, 1891

    - super-famille des Pycnogonoidea Pocock, 1904
      - famille des Pycnogonidae Wilson, 1878

    - super-famille des Rhynchothoracoidea Fry, 1978
      - famille des Rhynchothoracidae Thompson, 1909

  - sous-ordre des Stiripasterida Fry, 1978
    - famille des Austrodecidae Stock, 1954
- † Nectopantopoda
- † Palaeoisopoda
- † Palaeopantopoda

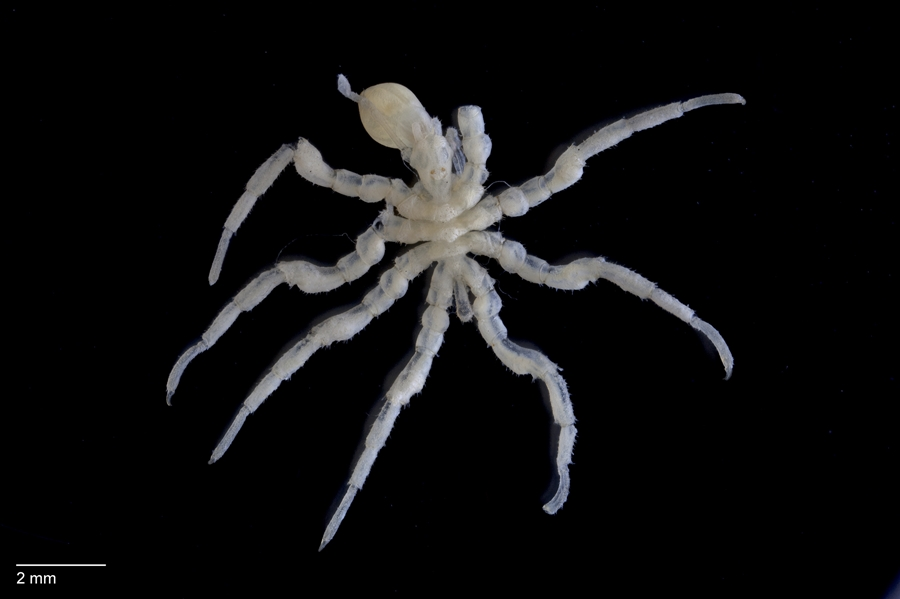
Ascorhynchus compactus (Ammotheidae)
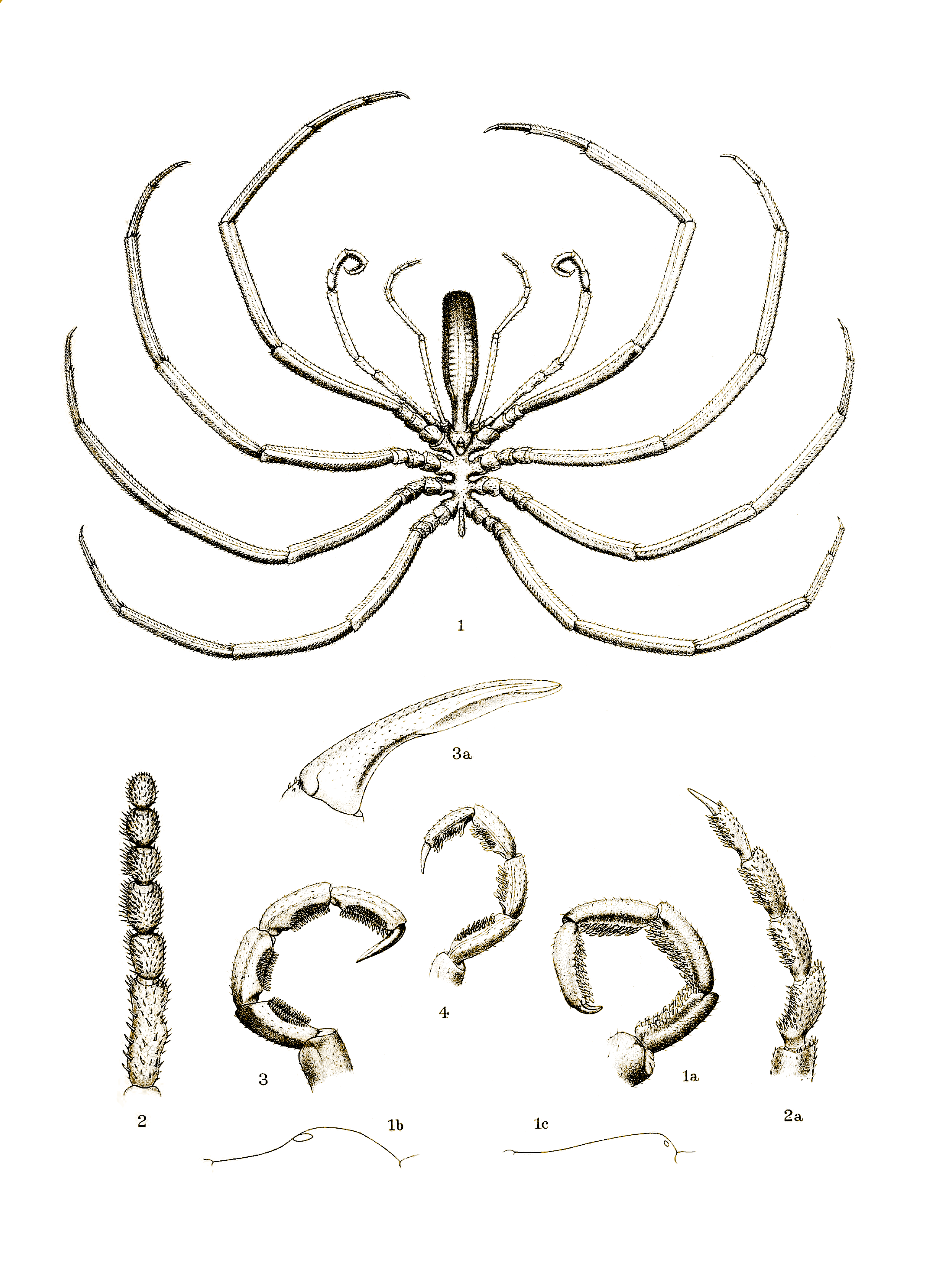
Colossendeis australis (Colossendeidae)
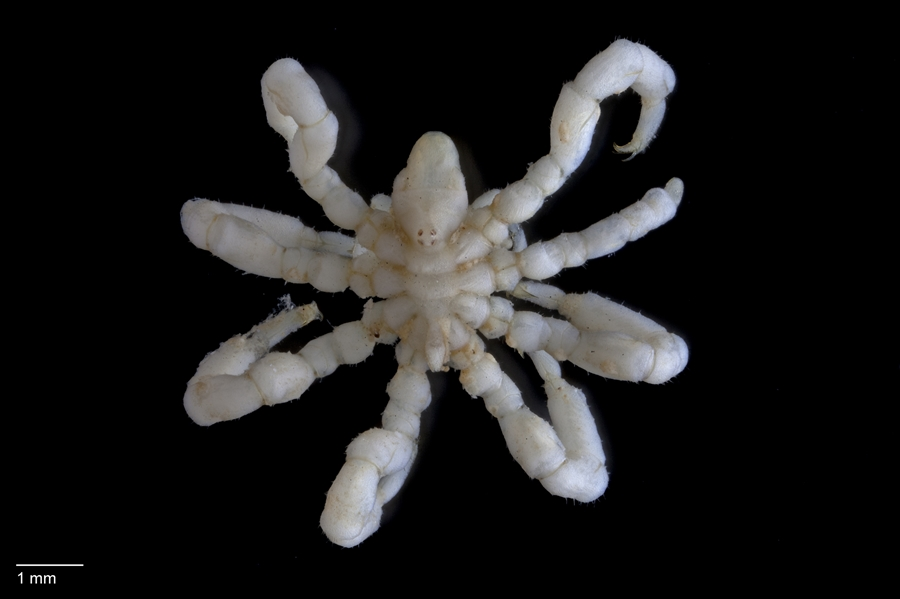
Pycnothea flynni (Callipallenidae)
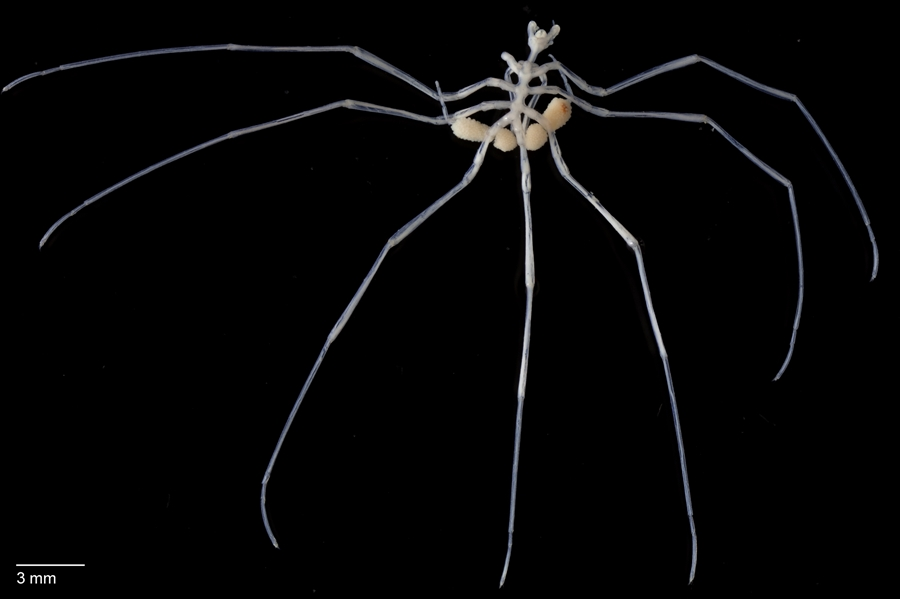
Nymphon molleri (Nymphonidae)
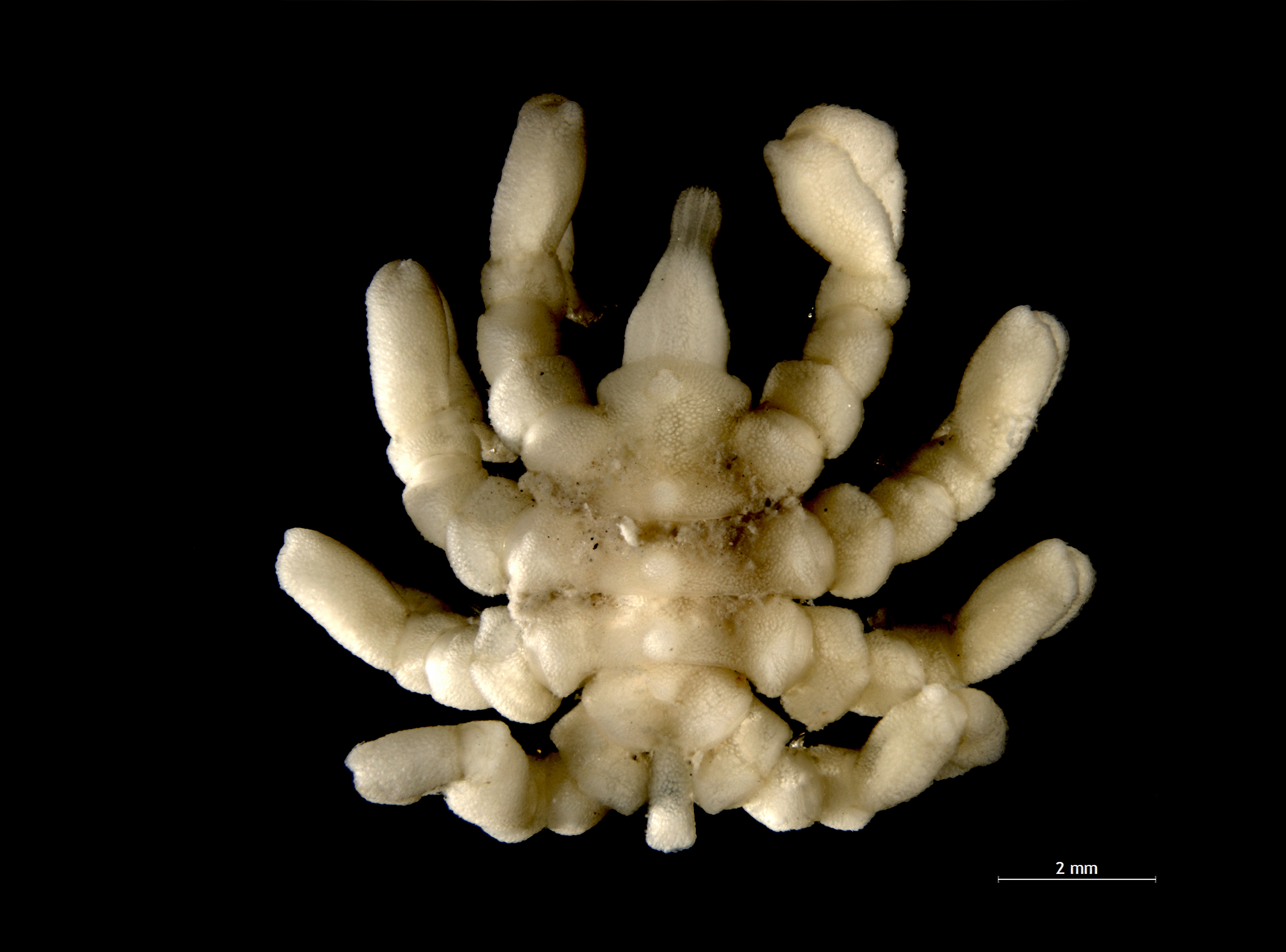
Pycnogonum litorale (Pycnogonidae)
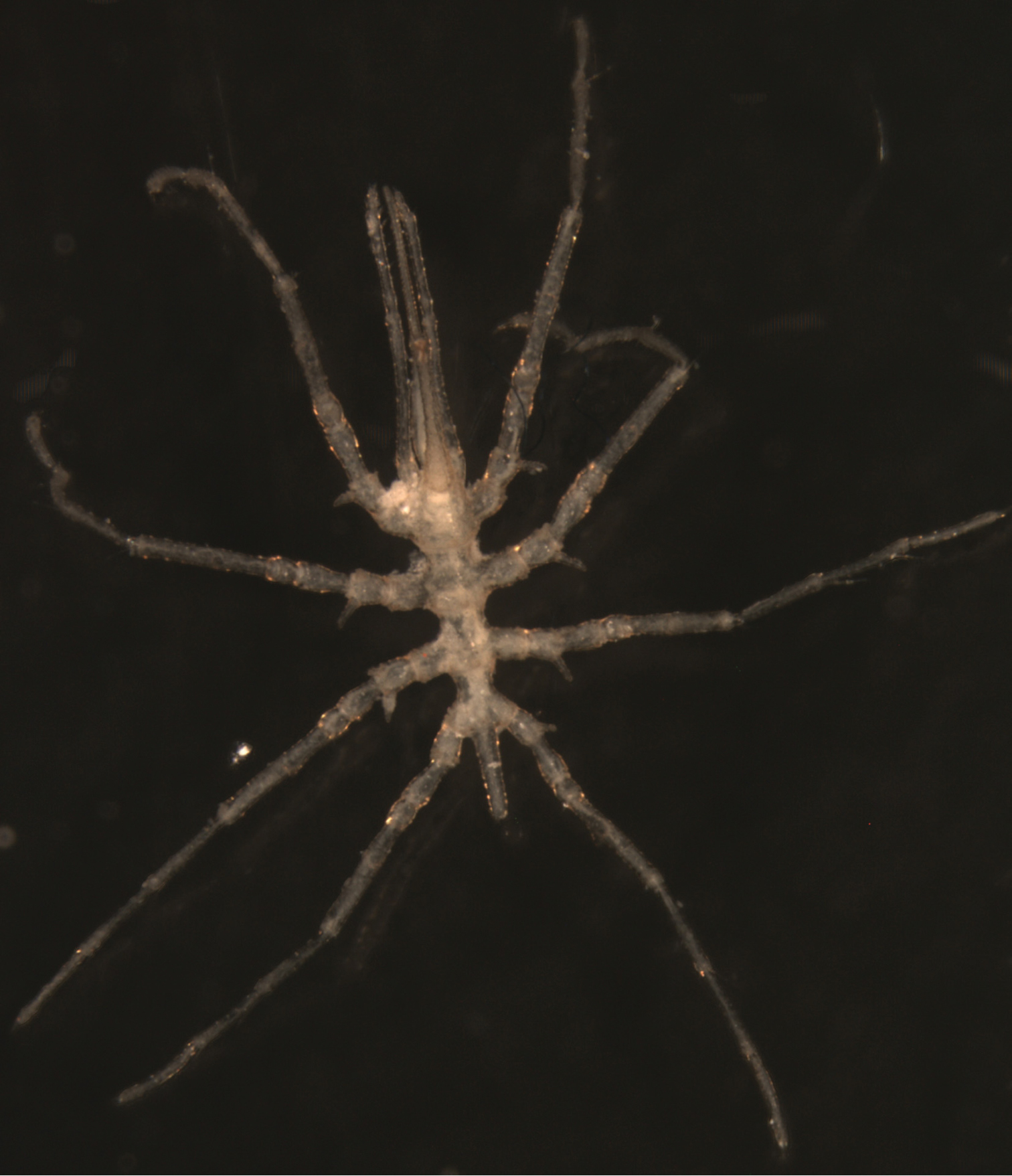
Austrodecus bamberi (Austrodecidae)

## Phylogénie

### Place au sein des chélicérates
Phylogénie des grands groupes de chélicérés, d'après Lamsdell, 2013 :
|               | †Chasmataspidida                                                                                                  |
|               | |
| Sclerophorata | \| \| Arachnida (araignées, scorpions, acariens...) \| \| \| \| \| \| †Eurypterida (scorpions de mer) \| \| \| \| |
|               | \| \| Arachnida (araignées, scorpions, acariens...) \| \| \| \| \| \| †Eurypterida (scorpions de mer) \| \| \| \| |
|               | Arachnida (araignées, scorpions, acariens...)                                                                     |
|               | |
|               | †Eurypterida (scorpions de mer)                                                                                   |
|               | |

|  | Arachnida (araignées, scorpions, acariens...) |
|  |                                               |
|  | †Eurypterida (scorpions de mer)               |
|  |                                               |

|               | †Chasmataspidida                                                                                                  |
|               | |
| Sclerophorata | \| \| Arachnida (araignées, scorpions, acariens...) \| \| \| \| \| \| †Eurypterida (scorpions de mer) \| \| \| \| |
|               | \| \| Arachnida (araignées, scorpions, acariens...) \| \| \| \| \| \| †Eurypterida (scorpions de mer) \| \| \| \| |
|               | Arachnida (araignées, scorpions, acariens...)                                                                     |
|               | |
|               | †Eurypterida (scorpions de mer)                                                                                   |
|               | |

|  | Arachnida (araignées, scorpions, acariens...) |
|  |                                               |
|  | †Eurypterida (scorpions de mer)               |
|  |                                               |

|               | †Chasmataspidida                                                                                                  |
|               | |
| Sclerophorata | \| \| Arachnida (araignées, scorpions, acariens...) \| \| \| \| \| \| †Eurypterida (scorpions de mer) \| \| \| \| |
|               | \| \| Arachnida (araignées, scorpions, acariens...) \| \| \| \| \| \| †Eurypterida (scorpions de mer) \| \| \| \| |
|               | Arachnida (araignées, scorpions, acariens...)                                                                     |
|               | |
|               | †Eurypterida (scorpions de mer)                                                                                   |
|               | |

|  | Arachnida (araignées, scorpions, acariens...) |
|  |                                               |
|  | †Eurypterida (scorpions de mer)               |
|  |                                               |

|               | †Chasmataspidida                                                                                                  |
|               | |
| Sclerophorata | \| \| Arachnida (araignées, scorpions, acariens...) \| \| \| \| \| \| †Eurypterida (scorpions de mer) \| \| \| \| |
|               | \| \| Arachnida (araignées, scorpions, acariens...) \| \| \| \| \| \| †Eurypterida (scorpions de mer) \| \| \| \| |
|               | Arachnida (araignées, scorpions, acariens...)                                                                     |
|               | |
|               | †Eurypterida (scorpions de mer)                                                                                   |
|               | |

|  | Arachnida (araignées, scorpions, acariens...) |
|  |                                               |
|  | †Eurypterida (scorpions de mer)               |
|  |                                               |